# Congresox talabonoides
Cá lạt hay cá lạc hay cá lạt vàng hay còn gọi là cá dưa (Danh pháp khoa học: Congresox talabonoides) là một loài cá biển trong họ cá dưa Muraenesocidae phân bố ở vùng Ấn Độ Dương và Tây Thái Bình Dương. Tên gọi cá lạt được gọi theo tên của fishbase, tên tiếng Anh của nó là Indian pike conger.
Cá sinh sống trong vùng biển Ấn Độ, Nam Dương và ngoài khơi miền Nam Trung Quốc, thường bị đánh bắt nơi ven biển, ở độ sâu 50m. Trong văn hóa bình dân Việt Nam, nó được biết qua câu vè "Xớn xác nhiều nỗi là con cá trê/Bắc nước cho rê là cá Lạt mạ", chúng là loại cá biển có nhiều giá trị dinh dưỡng và món ăn được chế biến từ nó thì rất nhiều như cá lạt xào sả ớt, cá lạt xào cà ri, cá lạt rim trứng muối.

## Đặc điểm
Cá lạt là một loại cá nước mặn với thân hình hơi dài hao hao giống con lươn. Cá lạc có mỏ dài, mình tròn, thân hình ống dài, hình dạng giống cá chình, có nơi gọi là cá Lạt là một loại cá biển, có quanh năm. Miệng cá rộng, hàm trên kéo dài vượt quá mắt. Hàng răng nanh ngoài cùng của hàm dưới dài, hướng thẳng lên trên. Răng nanh nằm trên xương khẩu cái.
Lỗ mang mở rộng nằm dưới vây ngực. Vây lưng và vây bụng liền nhau tạo thành cả vây đuôi. Vây ngực phát triển. Toàn thân màu xám, bụng trắng bạc hay ở lưng có màu xám lợt, bụng có ánh vàng. Cá dài trung bình từ 1,5 đến 2m. Đầu và thân màu vàng nhạt, cũng dài trung bình 1.5 đến 2m (có thể đến 2.5 m), tiết diện thân 5.5 cm, nặng 600 gram.

## Câu cá
Tại đảo Hòn Chuối (thị trấn Trần Văn Thời, tỉnh Cà Mau), đa số câu ở khu vực gần hòn Hàn thuộc cụm đảo Hòn Chuối, xuồng đi xa nhất cũng chỉ cách đảo bảy hải lý, gần nhất là ba hải lý. Cá lạt ăn ở tầm nước sâu, loại mồi câu chủ yếu là cá ba thú, cá đối. Nhưng nếu mồi câu là cá ba thú thì ngoài cá lạt còn có các loại khác ăn như cá trai, cá lù đù, cá mú... nhưng nếu câu mồi cá đối thì chỉ duy nhất cá lạt ăn.
Hình thức đánh bắt loại cá lạt cũng khá đơn giản, đường câu có một sợi dây dường bằng nhựa ni-lông, cứ cách khoảng hai mét có nhánh tẽ bằng dây cước tóm sẵn lưỡi câu. Mỗi gắp câu khoảng 400 lưỡi câu, mỗi xuồng đi thường sử dụng từ sáu đến mười hai gắp. Xuồng ra đến vị trí biển đã xác định thì mọi người tập trung vừa mắc mồi vừa thả câu xuống biển, khi thả hết số câu trên xuồng thì họ cho xuồng quay lại điểm đầu tiên được đánh dấu bằng cây phao có gắn đèn chớp mầu xanh đỏ và kéo câu lên xuồng.